# Portland International Raceway
Il Portland International Raceway è un tracciato automobilistico situato a Portland, in Oregon. Inaugurato nel 1961, ospita le gare della IndyCar Series dal 2021, della Formula E dal 2023 e della NASCAR Xfinity Series dal 2022. Inoltre, il complesso ospita anche una pista da drag racing e una da motocross.

## Storia
Il tracciato è stato inaugurato nel 1961. Le prime gare minori si tennero nel 1965, mentre nel 1972 vi corse la Trans-Am Series. Nel 1978 la IMSA corse la prima gara con delle vetture GTP.
Nel 1984 il Portland International Raceway debuttò nella CART. La città dell'Oregon rimase in calendario per altri 23 anni, quando la ormai nominata Champ Car fu dissolta.
Portland tornò ad ospitare vetture a ruote scoperte nel 2018, quando fu annunciato che il tracciato sarebbe stato inserito nella IndyCar Series.
Il 29 settembre 2021 fu annunciato che la NASCAR Xfinity Series avrebbe corso regolarmente al Portland International Raceway dalla stagione successiva.
L'8 ottobre 2022 la Formula E annuncia che il circuito di Portland sarebbe entrato nel calendario a partire dalla stagione successiva.

## Circuito
Il Portland International Raceway è classificato un circuito di Grado 2 dalla FIA. Il circuito poi presenta due layout, quello più lungo presenta una chicane sul rettilineo principale. Questa configurazione è lunga 3.116 m (1,967 mi) ed ha 13 curve. La configurazione senza chicane è lunga 3.082 m (1,915 mi) ed ha 10 curve.